# قصر روز
قصر روز (بالكورية: 장미맨션)؛ هو مسلسل كوري جنوبي من بطولة ليم جي يون ويون جيون سانغ. تم عرضه على منصة TVING من 13 مايو إلى 27 مايو 2022 .

## القصة
تعمل جي نا (ليم جي يون) كموظف عقد في أحد الفنادق. يبدو أنها تعيش حياة طبيعية، لكنها، داخليًا، مليئة بعقدة النقص. ذات يوم، تسمع أن أختها الكبرى جي هيون مفقودة. تذهب جي نا إلى مسكن «قصر روز» حيث يعيش والداها. هناك، تواجه حالات غير متوقعة. كما لا يمكنها الوثوق بالسكان في قصر روز، الذين يبدون مريبين ومشبهون. تبحث جي-نا عن الحقيقة في اختفاء أختها بمساعدة المحقق مين-سوو (يون جيون سانغ). مين-سو هو الوحيد الذي يصدق جي نا.

## طاقم
- ليم جي يون في دور جي نا[4]
- يون جيون سانغ بدور مين سو[4]

### عائلة سونغ جي نا
- سون بيونج هو في دور والد جي نا[5]
- سونغ جي ان في دور سونغ جي هيون، شقيقة جي نا[6]
- آن جونغ هون في دور سونغ جي سوك، شقيق جي نا[7]

### قصر روز
- جو دال هوان في دور وو هيوك[8]
- لي مي-دو في دور سيوك جا[8]
- كيم دو ايون بدور تشارلي، كان طالبًا من الخارج البلاد وافتتح سوبر ماركت أثناء رعاية والدته التي كانت تعاني من مشاكل في الصحة العقلية.[9]
- جونغ اه ري في دور والدة تشارلي[8]
- سونغ لي وو في دور هان مي يون
- سونغ بو ايون في دور أحد الأشخاص الذين يعيشون في الطابق العلوي في مكان الحادث.[10]
- كيم ها جين في دور مقيم

### فندق هارينجتون[2]
- جين يي جو في دور لي يون جي
- جوو سي يون في دور قائد الفريق كيم سي يونغ
- هونغ وو جين في دور رئيس قسم يانغ
- يون سي وونغ في دور مدير أماه

### الشرطة
- لي مون سيك في دور تشوي بيو تشانغ[8]
- لي جو يونغ في دور نام يونغ
- جو سوك جي في دور المحقق لي
- اهن كيل كانغ في دور رئيس الشرطة
- جونغ ووج إن بدور جانغ وون سيوك[11]
- ريو يون سوك في دور المحقق باي

### أخرون
- كيم جونغ وو بدور دونغ هيون[12]
- أي جو في دور الجزار جونغ [8]
- كو كيو بيل في دورببلدي[8]
- كو سونغ مين في دور الجانحة في الأحداث
- لي هاي وو في دور سكرتير تشا

## الإنتاج

### صناعة
- تخطيط الإنتاج : إدارة المنصة Tving: يانغ جي ايول & لي ميونغ هان. لي هو أيضا المدير التنفيذي لقناة تي في ان (سابقاً).[13][14]
- فريق العمل : إستوديوهات جي تي بي سي من قبل بي أ. إنترتينمنت ومونستر فيلم.[15]
- كتابة وأخراج : المسلسل من إخراج تشانغ الذي اخرج العديد من الافلام منها جرس الموت (2008)، الهدف (2014)، معدل الوفيات: إعادة تعيين (2016).[16] ومن كتابة يو كاب يول الذي كتب عدة افلام منها أطفال (2011)، المطارد (2017).[17]
- موسيقي : وو جو

### جدال
في 19 مايو 2022، اعتذر موظفي الإنتاج بسبب مشهد قطة تعرضت للإيذاء وقتلت في الحلقة 4، وتمت إزالة هذا المشهد وإعادة صياغة.

## روابط خارجية
- الموقع الرسمي
 (بالكورية)
- قصر روز على موقع IMDb (الإنجليزية)
- قصر روز على موقع قاعدة بيانات الفيلم (الإنجليزية)
- قصر روز على هانسينما